# 明全
明全（みょうぜん、元暦元年（1184年）- 嘉禄元年5月27日（1225年7月4日））は、伊賀国出身の鎌倉時代前期の臨済宗の僧。号は仏樹房。

## 経歴
初め延暦寺の椙井房明融に師事。その後、栄西に師事して法を継いだ。貞応2年（1223年）、道元・高照・廓然らを伴って中国の南宋に渡り、景福寺の妙雲、ついで栄西の師でもある太白山景徳寺の無際了派の下で学んだ。太白山に留まってから3年ぶりに病に倒れ、景徳寺了然寮で遷化してしまった。道元は明全との師弟関係9年の間に、天台教学・臨済宗黄龍派の禅・戒律などを学んでおり、明全の遺骨を持ち帰り「舎利相伝記」を表し、明全の戒牒に奥書を記して永平寺に納めた。

## 関係論文
- INBUDS>明全